# Isidore Legouix
Isidore-Edouard Legouix (París, 1 d'abril de 1834 - Boulogne-Billancourt, 15 de setembre de 1916) fou un compositor francès.
El 1855 aconseguí un premi dharmonia i es perfeccionà després en els seus estudis musicals sota la direcció d'Ambroise.
Pel teatre va escriure: 
- Othello (1863);
- Le lion de Saint-Marc (1864);
- Ma fille (1866);
- Malbroug s'en va-t-en guerre, amb col·laboració amb Bizet, Delibes i Jonas (1867);
- Le vengeur (1868);
- Les dernières grisettes (1874);
- Le mariage d'une étoile (1876);
- Madame Clara (1877), Quinolette, i La clef d'Argent. A més, va compondre diverses melodies.